# Swan City
Koordinaten: 31° 53′ S, 116° 0′ O

Die City of Swan ist einer von 30 Verwaltungsbezirken (Local Government Areas) der Metropolregion Perth in Westaustralien.

## Lage und Geografie
Die City of Swan liegt an der nordöstlichen Peripherie von Perth und ist mit 1042 km² Fläche die größte Local Government Area des Ballungsraums dieser Metropole. Sie umfasst 134.500 Einwohner verteilt auf 37 Ortsteile  (Stand 2016), die im Süden des Bezirks de facto Stadtteile und Trabantenstädte von Perth konstituieren, während die nördlichen Distrikte  kleinere Wohnsiedlungen und Weingüter inmitten der Rebhänge des Swan Valley beiderseits des Swan River umfassen. Im Norden grenzt die Gemeinde an den von Eukalyptuswäldern, Akazien- und Banksia-Buschland mit Granitformationen gekennzeichneten Walyunga National Park. Der Sitz des City Councils befindet sich im Stadtteil Midland, wo etwa 6000 Einwohner leben (2016).
Das Selbstverständnis der City of Swan ist das einer aufstrebenden Wirtschaftsregion, die eine Verdoppelung ihrer Bevölkerung bis 2020 erwartet. 

## Verwaltung
Der Swan City Council hat 15 Mitglieder. Die Councillor werden von den Bewohnern der sieben Wards (je drei aus Altone, Ballajura und Midland Ward, je zwei aus Ellenbrook und SwanValley/Gidgegannup, je einer aus Guildford und North Ward) gewählt. Der Mayor (Bürgermeister) und Ratsvorsitzende rekrutiert sich aus dem Kreis der Councillor.

## Gemeindegliederung
- Ballajura
- Baskerville
- Belhus
- Bellevue
- Brigadoon
- Bullsbrook
- Caversham
- Cullacabardee
- Ellenbrook
- Gidgegannup
- Guildford
- Hazelmere
- Henley Brook
- Herne Hill
- Jane Brook
- Kiara
- Koongamia
- Lexia
- Lockridge
- Malaga
- Melaleuca
- Middle Swan
- Midland
- Midvale
- Millendon
- Noranda
- Red Hill
- Stratton
- South Guildford
- Swan View
- The Vines
- Upper Swan
- Viveash
- West Swan
- Whiteman
- Woodbridge

## Charakteristika

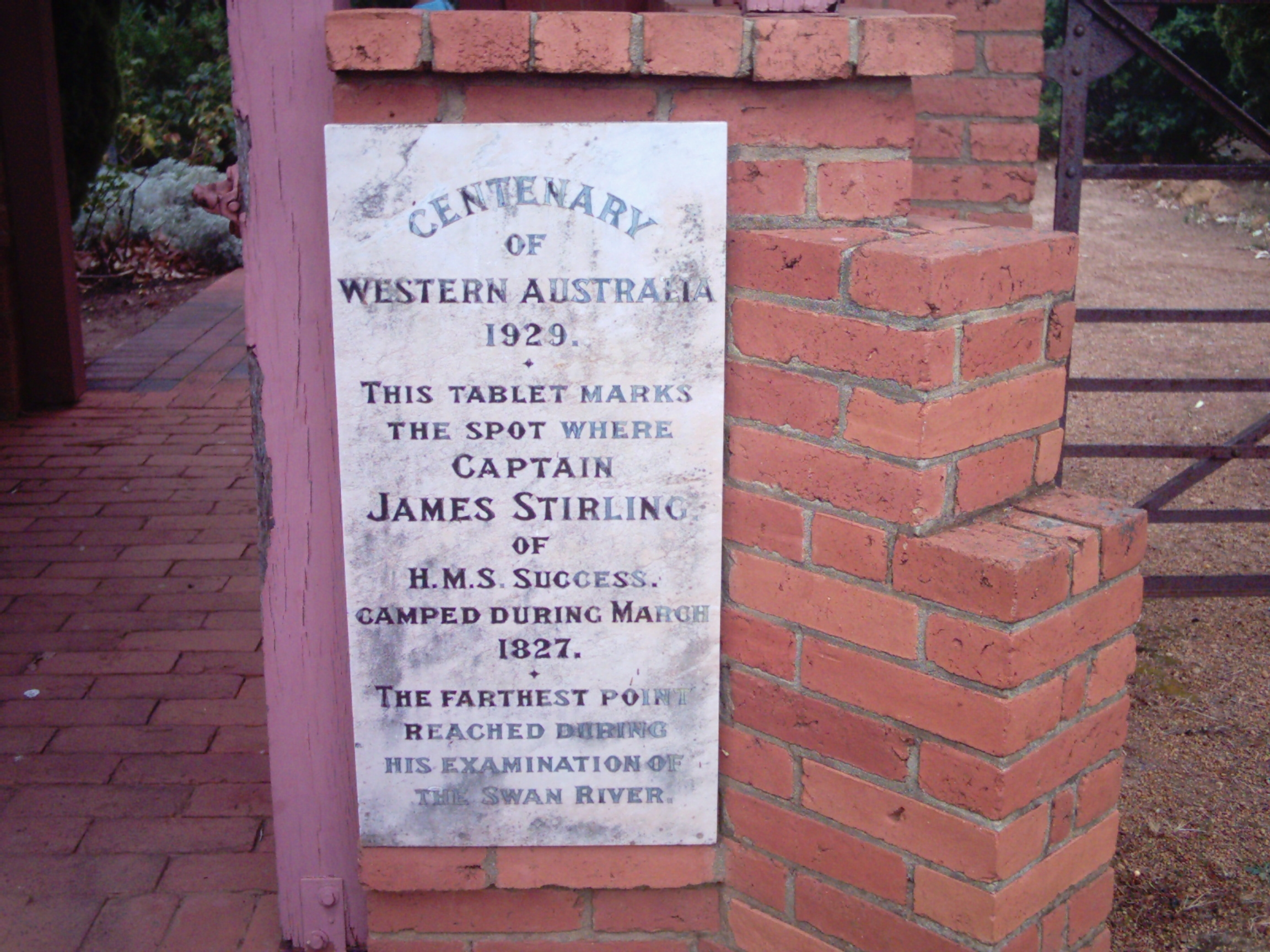
Gedenktafel für die James-Stirling-Expedition 1827 in Henley Brook

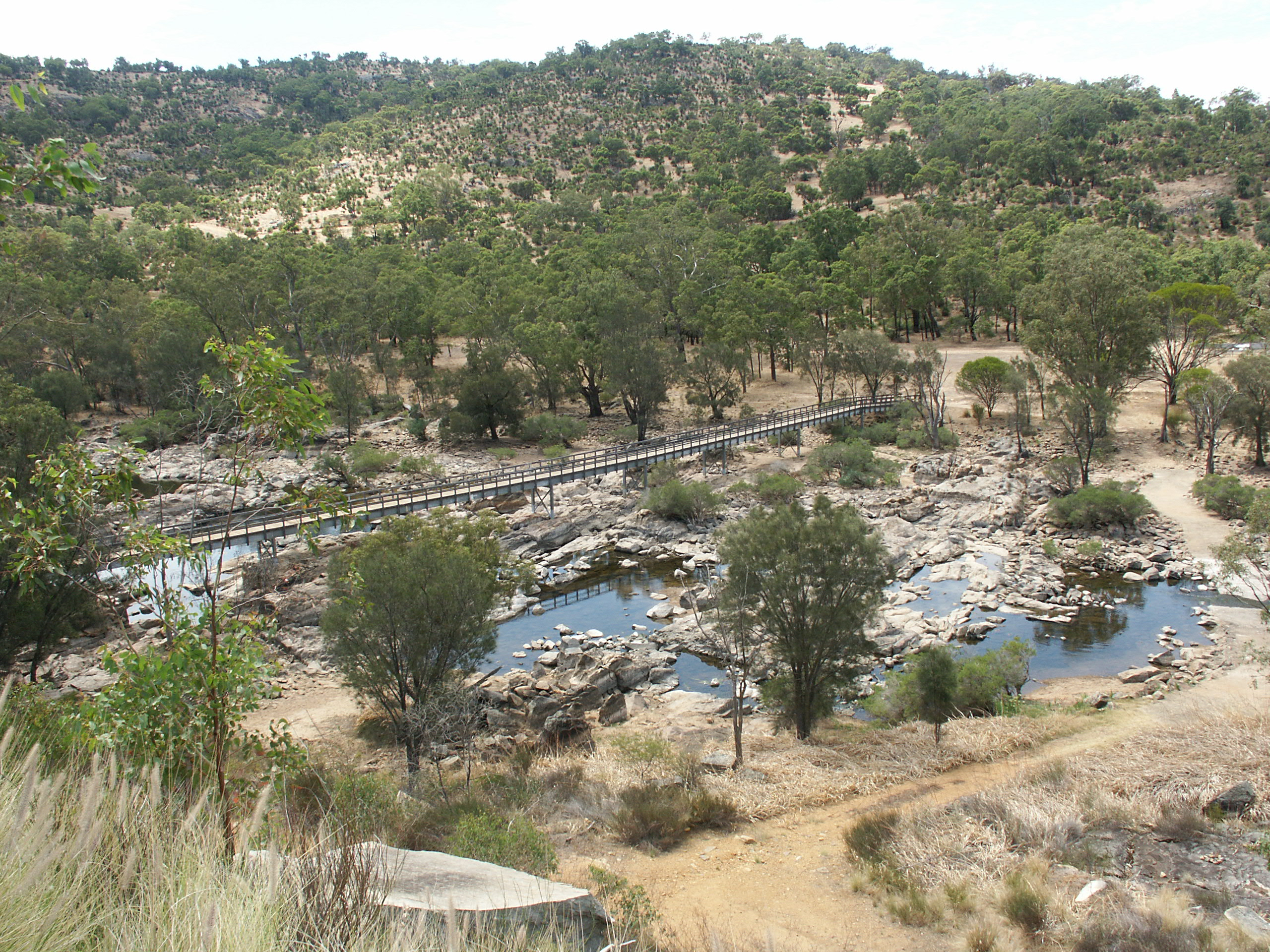
Picknickplatz Bells Rapids (Brigadoon)

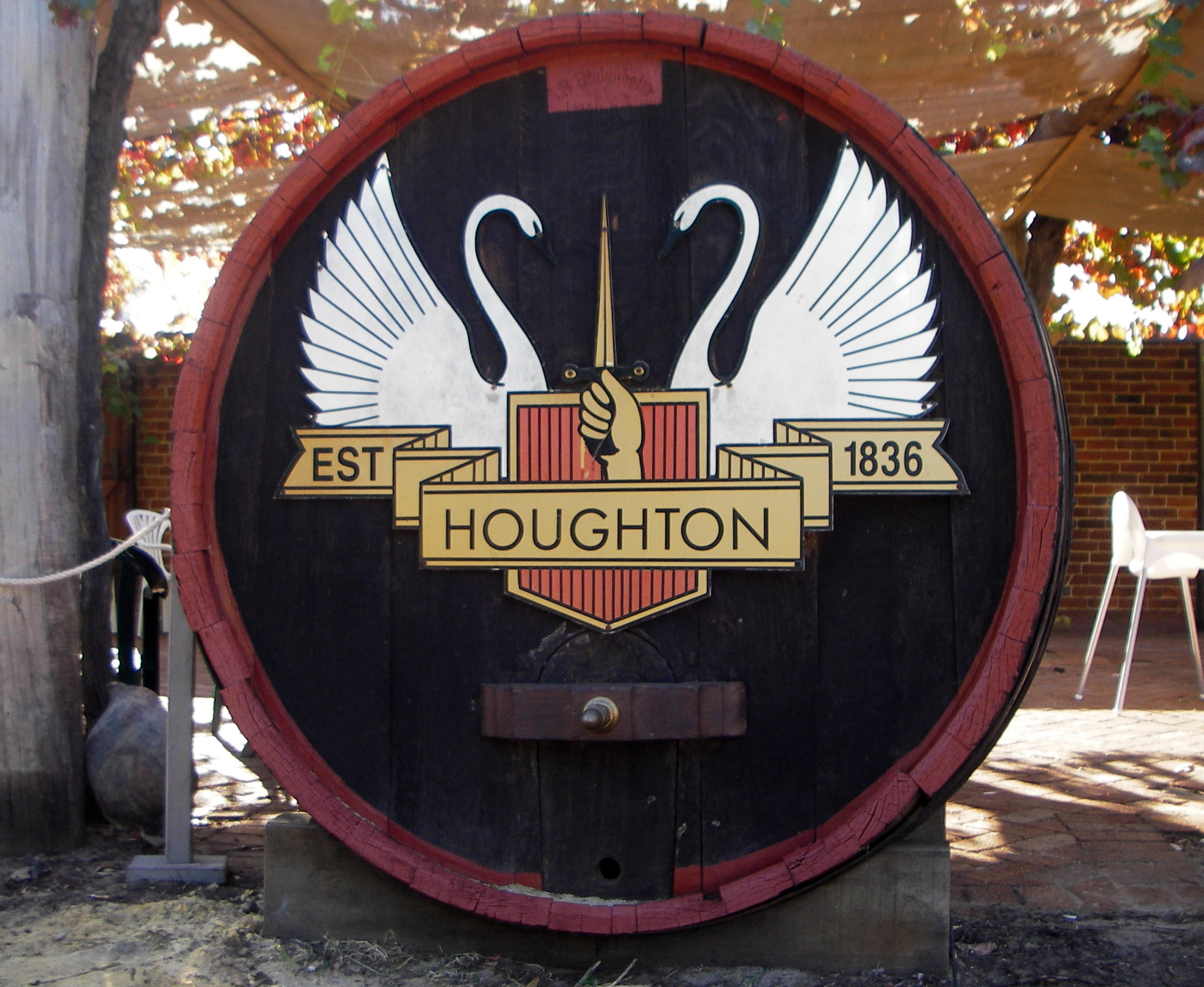
Weingut Houghton (Middle Swan)

- Guildford ist die älteste Siedlung der von James Stirling 1829 gegründeten Swan River Colony. Bis 1970 war sie Verwaltungssitz der Local Government Area. Eine Reihe historischer Gebäude aus der Kolonialzeit sind restauriert worden.
- Der heutige Verwaltungssitz der City of Swan (bis 2000 Shire of Swan) befindet sich seit 1970 in Midland, als die bis dato selbstständige Township in die Local Government Area aufgenommen wurde. Die quasi mit Perth zusammengewachsene Trabantenstadt Midland konstituiert das industriell geprägte Herz der City of Swan.
- Das Swan Valley, das 300 ha Fläche des Bezirks umfasst, ist das älteste Weinanbaugebiet Westaustralien. Die Keimzelle liegt in Middle Swan und Caversham mit den größten Weingütern des Bundesstaates, Houghton und Sandalford. Verteilt auf verschiedene Ortsteile liegen ca. 80 kleinere und mittlere Weingüter. Vom Weinbau dominierte Ortsteile sind ferner West Swan, Herne Hill, Henley Brook, Millendon, Baskerville und Belhus. Bis auf die Höhe von Henley Brook kam die Expedition von James Stirling 1827. In diesem Ortsteil befindet sich die älteste Kirche im Großraum Perth (All Saints Church).
- In Brigadoon und Upper Swan geht das Weinbaugebiet in die typische Landschaft des Walyunga National Parks über. Die Gemeinde hat Picknickplätze und Wanderwege angelegt, die insbesondere zur Wildblumen-Saison im September/Oktober gerne begangen sind.
- Whiteman ist neben dem Weinbau für seinen Tierpark und Töpferei bekannt.
- Einige Ortsteile sind vom Sport dominiert (Golf in The Vines, Skating und Tennis in Beechboro, Ballajura, Bullsbrook).